# Frau Margot
Frau Margot és una òpera en tres actes escrita pel compositor Thomas Pasatieri. L'obra fou escrita en anglès amb un llibret de Frank Corsaro basada en la seva obra Lyric Suite. L'estrena va tenir lloc a l'Òpera Forth Worh el 2 de juny de 2007. Corsaro va dirigir la producció que va utilitzar l'escenografia d'Alison Nalder i el vestuari de Steven Bryant. Un enregistrament d'aquesta producció va ser publicat en CD per Albany Records.

## Caràcters
| Funció                               | Tipus de veu | Elenc estrena 2 de juny de 2007 (Director:Joseph Illick) |
| ------------------------------------ | ------------ | -------------------------------------------------------- |
| Frau Margot, antiga diva             | soprano      | Lauren Flanigan                                          |
| Ted Steinert, un compositor          | Baríton      | Morgan Smith                                             |
| Kara Sundstrom, el company de Margot | Mezzosoprano | Patricia Risley                                          |
| Walter Engelmann, l'agent de Margot  | Tenor        | Allan Glassman                                           |
| Gert Osterland, un detectiu          | Baix-baríton | Daniel Okulitch                                          |